# حياة باردولف
حياة باردولف (باللاتينية: Vita Pardulfi) هو عمل عن حياة سانت باردولف (المتوفي عام 737)، وهو قديس من منطقة ليموج، كتب تقريبًا في منتصف القرن الثامن الميلادي. ترجع أهمية هذا الكتاب نظرًا لأنه يسلط الضوء على الحياة في أقطانيا في ذاك الوقت. احتوى العمل على تقدير كبير للدوق أودو دوق أقطانيا، على النقيض من الصورة السلبية التي قدمها تأريخ فريدغر، وقد كتب وفقًا لتوجيهات الدوق تشايلدبراند الأخ غير الشقيق للدوق أودو منافس كارل مارتل.